# Джаксън Пиърс
Джаксън Пиърс (на английски: Jackson Pearce) е американска писателка, авторка на произведения в жанровете фентъзи, паранормален любовен роман и детска литература. Пише и под псевдонима Дж. Нел Патрик (на английски: J Nelle Patrick).

## Биография и творчество
Джаксън Пиърс е родена на 21 май 1984 г. в Роли, Северна Каролина, САЩ. От малка чете много. Започва да пише на 12-годишна възраст. Завършва гимназия в Снелвил, Джорджия. Учи в Джорджия Колидж в Милиджвил, а сред това се премества в Университета на Джорджия, където получава бакалавърска степен по философия и магистърска степен по английска филология.
След дипломирането си работи временни работни места като писател на некролози за вестници, сервитьорка, рецепционист, и в софтуерна фирма.
Първият ѝ роман „As You Wish“ от едноименната поредица е публикуван през 2009 г.
Става известна с фентъзи поредицата си „Преразказани приказки“. Първият роман от поредицата си „Червените шапчици“ от 2010 г. представя историята на двете сестри Скарлет и Роузи Марч. Те живеят в свят на върколаци, които преследват момичета, преобразявайки се на млади мъже. Върколаците убиват баба им и двете сестри, подпомогнати от владетеля на брадвата Сайлъс, се посвещават на отмъщението. Следват алтернативните истории вдъхновени от преказките „Хензел и Гретел“, „Малката русалка“ и „Снежанка“.
Писателката публикува хумористични онлайн видео блогове и администрира авторската общност „2009 Debutantes“.
Джаксън Пиърс живее със семейството си в Атланта, Джорджия.

## Произведения

### Самостоятелни романи
- Purity (2012)

### Серия „Както желаеш / Джени“ (As You Wish)
1. As You Wish (2009)
2. Things About Love (2012)

Серия „Преразказани приказки“ (Retold Fairytales)
1. Sisters Red (2010)
Червените шапчици, изд.: ИК „Колибри“, София (2011), прев. Деян Кючуков
2. Sweetly (2011)
3. Fathomless (2012)
4. Cold Spell (2013)

### Серия „Пип Бартлет“ (Pip Bartlett) – сМаги Стифватер
1. Pip Bartlett's Guide to Magical Creatures (2015)
2. Pip Bartlett's Guide to Unicorn Training (2017)
3. Pip Bartlett's Guide to Sea Monsters (2018)

### Серия „И други умения, които научих като супершпионин“ (And Other Skills I Learned as a Superspy)
1. The Doublecross (2015)
2. The Inside Job (2016)

### Серия „Ели, инженер“ (Ellie, Engineer)
1. Ellie, Engineer (2018)
2. The Next Level (2018)

### Новели
- Turn Here (2012)

### Разкази
- Turn Here (2011)
- Where the Light Is (2013)
- Sell Out (2014)

### Като Дж. Нел Патрик

#### Самостоятелни романи
- Tsarina (2014)